# مواجهة لهاد داتو عام 2013

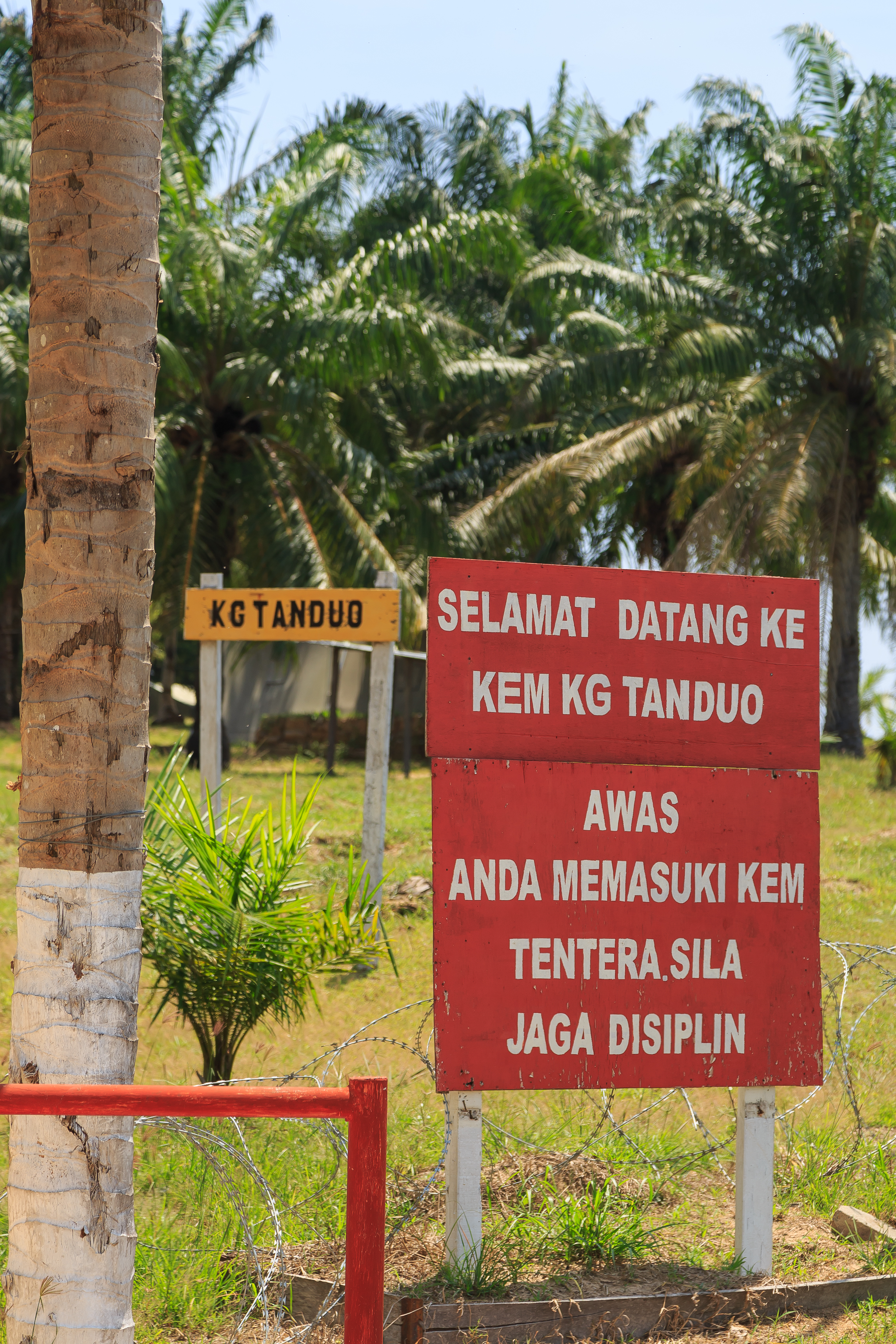

كانت مواجهة لهاد داتو عام 2013 (المعروفة أيضًا باسم غارة لهاد داتو) نزاعًا عسكريًا بدأ في 11 فبراير 2013 وانتهى بالكامل في 24 مارس 2013. بدأ النزاع حين وصل 235 من أعضاء المليشيا، بعضهم مسلح، بوساطة القوارب في منطقة لهاد داتو في صباح بماليزيا من جزيرة سيمونول في تاوي تاوي بجنوب الفلبين. أُرسلت المجموعة، التي تُطلق على نفسها اسم «قوات الأمن الملكية في سلطنة سولك وشمال بورنيو»، من قِبل جمالول كيرام الثالث، وهو أحد المطالبين بعرش سلطنة سولك.
صرح كيرام الثالث بأن هدفهم هو تأكيد المطالبة الإقليمية المتنازع عليها للفلبين في شرق صباح (شمال بورنيو سابقًا). حاصرت قوات الأمن الماليزية قرية تاندو في لهاد داتو، حيث اجتمعت المجموعة، وبعد عدة أسابيع من المفاوضات والمواعيد النهائية لانسحاب المتسللين، وخاصةً بعد مقتل أفراد من الشرطة الماليزية، شُنت عملية كبيرة لطرد المليشيا. في نهاية المواجهة، قُتل نحو ستة وخمسون مسلحًا، إلى جانب ستة مدنيين وعشرة من أفراد قوات الأمن الماليزية. قُبض على بقية المسلحين أو فروا إلى الفلبين.

## خلفية تاريخية

### النزاع الإقليمي الوطني
تحتفظ الفلبين بمطالبة إقليمية صامتة لشرق صباح، المعروفة سابقًا باسم شمال بورنيو، وذلك عبر تراث سلطنة سولك. يقوم أساس هذا الادعاء على أن سيادة السلطنة امتدت تاريخيًا من أرخبيل سولك إلى أجزاء من شمال بورنيو. تماشيًا مع قرار محكمة العدل الدولية في القضية المتعلقة بسيادة جزيرة ليغيتان وجزيرة سبايدان في عام 2002، ترى ماليزيا أن سلطان سولك قد تنازل دون جدل عن الحقوق السيادية لجميع ممتلكاته لصالح إسبانيا في 22 يوليو 1878، وبالتالي خسر أحفاده أي حق شرعي في مطالبتهم بصباح.
من المعروف أن الحكومة الفلبينية قد أعادت طلب تسديد المال إلى السلطنة البائدة خلال اجتماع مافيليندو في عام 1963. قالت الحكومة الفلبينية في ذلك الوقت بعدم وجود مشكلة مع تكوين ماليزيا لكنها قالت إن سلطان سولك يريد تسديد مبلغ 5000 من الحكومة الماليزية. قال رئيس الوزراء الماليزي الأول في ذلك الوقت، تونكو عبد الرحمن، إنه سيعود إلى كوالالمبور وسيحصل على الطلب. منذ ذلك الحين، تصدر السفارة الماليزية في الفلبين شيكًا بقيمة 5300 رينغيت ماليزي (1710 دولار أمريكي أو نحو 77000 بيسو فلبيني) إلى المستشار القانوني لورثة سلطان سولك كل عام وفقًا للشروط. تعتبر ماليزيا المبلغ مدفوع تنازل سنوي للدولة المتنازع عليها، في حين يعتبره أحفاد السلطان بمثابة دفع «إيجار».  

### نزاع خلافة سولك
يعد الوضع غير المحسوم لسلطنة سولك عاملًا آخر وراء المواجهة. تدعي المجموعة الفلبينية في لهاد داتو أنها تمثل جمالول كيرام الثالث باعتباره سلطانًا لسولك. ومع ذلك، فإن منصبه باعتباره سلطانًا متنازع عليه من طرف العديد من المطالبين الآخرين.